# 巴约勒勒索克
巴约勒勒索克（法語：Bailleul-le-Soc，法語發音：[bajœl lə sɔk]）是法国瓦兹省的一个市镇，属于克莱蒙区。

## 地理
巴约勒勒索克（49°25'1"N, 2°34'41"E）面积14.14 平方千米，位于法国上法蘭西大區瓦兹省，该省份为法国北部内陆省份，北起索姆省，西接厄尔省和滨海塞纳省，南至塞纳-马恩省和瓦兹河谷省，东临埃纳省。
与巴约勒勒索克接壤的市镇（或旧市镇、城区）包括：克雷松萨克、阿夫里尼、塞尔努瓦、舒瓦西-拉维克图瓦尔、埃皮讷斯、埃斯特雷圣但尼、富约斯、鲁维莱尔。

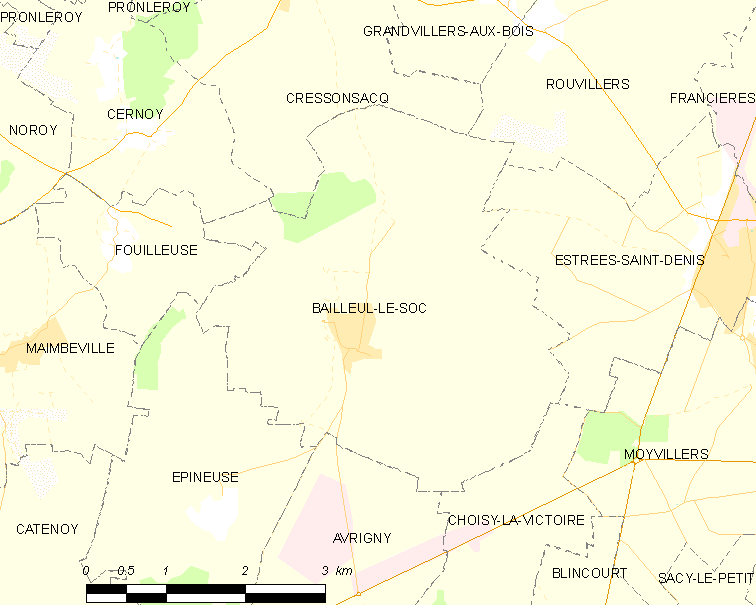
巴约勒勒索克的OSM定位图

巴约勒勒索克的时区为UTC+01:00、UTC+02:00（夏令时）。

## 行政
巴约勒勒索克的邮政编码为60190，INSEE市镇编码为60040。

## 政治
巴约勒勒索克所属的省级选区为埃斯特雷圣但尼县。

## 人口

1962-2008年间巴约勒勒索克人口变化图示

巴约勒勒索克于2022年1月1日时的人口数量为644人。